# Замок Данло
Замок Данло (англ. Dunloe Castle) — один із замків Ірландії, розташований в графстві Керрі.

## Історія
Замок збудований в ХІІІ столітті 1215 році феодалами, що належали до родини Фіцджеральд. Замок був побудований як частина стратегічних укріплень, які захищали завойовані англо-норманськими феодалами земелі Кілларні, для захисту проходу у річку Данлоу. Замок був населений з ХІІІ століття і до початку ХХ століття. Потім замок був закинутий і поступово перетворювався на руїну.
Замок стоїть на пагорбі, біля річки Луан, річка. У ХХІ столітті були здійснені деякі реставраційні роботи з метою зберегти цю пам'ятку історії та архітектури. Кошти на реставрацію виділив фонд «Фальте» (ірл. Fáilte).
Поруч біля замку розташований парк, де зібрані колекції дерев з різних країн та материків світу.